# Апостольская префектура Западной Сахары
Апостольская префектура Западной Сахары (лат. Praefectura Apostolica de Sahara Occidentali) — апостольская префектура Римско-Католической церкви с центром в городе Эль-Аюн, Западная Сахара. Апостольская префектура Западной Сахары подчиняется непосредственно Святому Престолу. Кафедральным собором апостольской префектуры Западной Сахары является церковь святого Франциска Ассизского.

## История
5 июля 1954 года Римский папа Пий XI выпустил буллу Summi Dei voluntate, которой учредил апостольскую префектуру Сахары, выделив её из апостольских викариатов Марокко (сегодня — Архиепархия Танжера) и Гардайи (сегодня — Епархия Лагуата).
2 мая 1970 года апостольская префектура Сахары была переименована в апостольскую префектуру Испанской Сахары, а 2 мая 1976 года — в апостольскую префектуру Западной Сахары.

## Ординарии апостольской префектуры
- Félix Erviti Barcelona (19.07.1954 — 6.07.1994);
- Acacio Valbuena Rodríguez (10.07.1994 — 25.02.2009);
- Mario León Dorado[1](24 июня 2013 год — по настоящее время).

## Источник
- Annuario Pontificio, Libreria Editrice Vaticana, Città del Vaticano, 2003, ISBN 88-209-7422-3
- Булла Summi Dei voluntate, AAS 46 (1954), стр. 694  (лат.)